# Daphne Caruana Galizia
Daphne Caruana Galizia (* 26. August 1964 als Daphne Anne Vella in Sliema; † 16. Oktober 2017 in Bidnija) war eine maltesische Journalistin und Bloggerin. Sie war für ihre investigative Arbeit bekannt und dafür, kontroverse und heikle Informationen offenzulegen. Im Oktober 2017 wurde sie durch ein Attentat mit einer Autobombe ermordet.
Im November 2019 traten Tourismusminister Konrad Mizzi und Keith Schembri, der Stabschef des Premierministers, zurück; Wirtschaftsminister Chris Cardona ließ mitteilen, dass er sein Amt ruhen lässt. Zuvor waren Indizien bekannt geworden, dass eine Person aus Regierungskreisen das Attentat in Auftrag gegeben hatte. Am 1. Dezember 2019 kündigte Premierminister Joseph Muscat seinen Rücktritt an. Er werde im Amt bleiben, bis seine Partei im Januar 2020 einen neuen Vorsitzenden wähle.
Inzwischen wurden mehrere Personen wegen des Mordes verurteilt.

## Leben
Daphne Anne kam 1964 in Sliema als Tochter von Michael Alfred Vella und Rose Marie Mamo zur Welt. Sie besuchte die Schule des Klosters St. Dorothy in Mdina und das St. Aloysius College in Birkirkara und schloss 1997 an der Universität Malta ihr Studium mit einem Bachelorexamen in Archäologie ab. 1985 heiratete sie Peter Caruana Galizia; das Ehepaar bekam drei Söhne. Die Familie lebt in Bidnija, einem kleinen Dorf, das zu Mosta gehört.

## Aktivitäten
1987 begann Caruana journalistisch zu arbeiten. Sie schrieb für verschiedene Zeitungen, u. a. für den Malta Independent. Anfang der 1990er Jahre schrieb sie eine regelmäßige Kolumne in der Sunday Times und wurde Mitherausgeberin des Malta Independent. Außerdem wurde sie Herausgeberin des Magazins Taste & Flair. Darüber hinaus schrieb sie einen Blog mit dem Titel Running Commentary, das Ergebnisse investigativen Journalismus enthält sowie Kommentare zu Personalia, wovon einige von ihren Gegnern als persönliche Angriffe gewertet wurden. Ihr Blog war einer der meistgelesenen in Malta. Er wurde 2018 wieder online geschaltet.
Daphne Caruanas kontroverse Beiträge in ihrem Blog führten mehrfach zu Rechtsstreitigkeiten. 2010 erhob sie dort Vorwürfe gegen die Untersuchungsrichterin Consuelo Scerri Herrera, von der sie im Gegenzug wegen Verleumdung angezeigt wurde. Im November 2011 wurde Caruana von diesem Vorwurf freigesprochen. Die Richterin hatte zuvor angeboten, ihre Strafanzeige zurückzuziehen, wenn Caruana zugebe, die rufschädigenden Anschuldigungen selbst nicht hinreichend überprüft zu haben, was diese jedoch ablehnte. Nach Daphne Caruanas Ermordung richtete ihre Familie einen dringenden Appell an die maltesische Justiz, die gerichtliche Voruntersuchung des Falls nicht der turnusmäßig zuständigen Untersuchungsrichterin Scerri Herrera zu überlassen, da diese zu häufig mit ihr aneinandergeraten war.
Am 8. März 2013 wurde Caruana Galizia festgenommen, weil sie den politischen „Burgfrieden“ einen Tag vor den Parlamentswahlen 2013 verletzt habe. Sie hatte Dokumente veröffentlicht, die den damaligen Oppositionsführer Joseph Muscat (Arbeiterpartei) belasteten. Sie wurde von der Polizei vernommen und nach einigen Stunden wieder entlassen.

### Arabischer Frühling
Caruana Galizia war eine entschlossene Gegnerin der autoritären Regime in der arabischen Welt. Als im nahegelegenen Libyen im Februar 2011 Proteste gegen das Gaddafi-Regime ausbrachen, organisierte sie Demonstrationen vor der libyschen Botschaft. Außerdem kritisierte sie die linke EDEK-Partei aus Zypern, der sie vorwarf, die Umstände in Libyen zu beschönigen und gute Beziehungen mit dem dortigen Regime zu unterhalten. Den involvierten Personen, so sagte sie, sei bereits lange vor den ersten Demonstrationen klar gewesen, dass in Libyen die Menschenrechte mit Füßen getreten werden. Nachdem Gaddafi im Oktober 2011 von einem Mob Aufständischer getötet worden war, schrieb sie, auch Assad sei überfällig.

### Panama Papers
Caruana Galizia war die maltesische Partnerin des International Consortium of Investigative Journalists (ICIJ) bei der Auswertung der Panama Papers. 2016 war Daphne Caruana die Erste, die die Verwicklung von Konrad Mizzi und Keith Schembri in den Panama-Papers-Skandal aufdeckte. In der Folge wurde sie von dem Magazin Politico in das Ranking „POLITICO 28“ aufgenommen, das die 28 Personen auflistet, die Europa am meisten „formen, aufrütteln und anrühren“. Das Magazin bezeichnete sie als ein „Eine-Frau-WikiLeaks“ und bescheinigte ihr, dass sie „einen Kreuzzug gegen Intransparenz und Korruption“ führe.
2017 schrieb Daphne Caruana, dass die in den Skandal verwickelte panamaische Firma Egrant Michelle Muscat gehöre, der Frau von Premierminister Joseph Muscat. Diese Anschuldigungen führten dazu, dass Muscat im Juni 2017 vorzeitige Parlamentswahlen anordnete, mit dem Ergebnis, dass seine Arbeiterpartei an der Regierung blieb. Nach der Wahl zeigte sich Caruana Galizia auch als harte Kritikerin der Nationalistischen Partei Maltas unter Oppositionsführer Adrian Delia.

## Tod
Caruana Galizia wurde am 16. Oktober 2017 mit einer Bombe in einem Auto getötet, kurz nachdem sie von ihrem Haus in Bidnija aus losgefahren war, explodierte ihr gemieteter Peugeot 108. Der Pkw wurde durch die Wucht der Explosion über eine Mauer auf ein angrenzendes Feld geschleudert.
Caruana Galizia hatte wegen Morddrohungen mehrfach Strafanzeige erstattet, zuletzt zwei Wochen vor ihrem Tod.

### Reaktionen
Das Attentat wurde von Premierminister Joseph Muscat verurteilt, der trotz ihrer Kritik an ihm erklärte, er werde „nicht ruhen, bevor der Gerechtigkeit genüge getan wurde“. Präsidentin Marie Louise Coleiro Preca, Erzbischof Charles Scicluna und eine Reihe von Politikern kondolierten und verurteilten den Mord. Der ehemalige Premierminister Lawrence Gonzi sagte bei einem Trauermarsch in der Stadt Sliema, „dass Malta eine Journalistin mit außergewöhnlichem Mut verloren hat, die in schwierigen Momenten ihre Argumente hervorgebracht hat, obwohl sie sich der Risiken bewusst war“. Andrew Borg-Cardona von der Grünen Partei beschuldigte die maltesische Regierung, der Journalistin keinen Personenschutz angeboten zu haben, obwohl diese vor dem Mord bedroht worden war. Ihr Sohn Matthew, der selbst dem internationalen Investigativjournalistenverband ICIJ angehört und das Attentat auf seine Mutter aus geringer Entfernung miterlebte, nannte als Hauptgrund für ihre Ermordung ihren couragierten Einsatz gegen Gesetzesbruch und die Tatsache, dass sie damit allein gestanden habe.
Es gab auch gehässige Reaktionen. Ein Polizist, der Galizias Tod auf seiner Facebookseite gefeiert hatte, wurde vom Dienst suspendiert.
Am 22. Oktober 2017 demonstrierten in der Hauptstadt Valletta Tausende Menschen für Gerechtigkeit und forderten eine schnelle Aufklärung des Falls sowie das Ende von Korruption in Politik und Behörden. Politiker, Gewerkschafter und Präsidentin Marie-Louise Coleiro Preca nahmen teil, nicht jedoch Premierminister Joseph Muscat. Galizia hatte Mitarbeiter des Premiers beschuldigt, Briefkastenfirmen zu betreiben. Die Organisation Reporter ohne Grenzen war ebenfalls auf der Kundgebung vertreten; ihr Direktor Christophe Deloire sagte: „Die Mörder wollten sie zum Schweigen bringen, sie wollen uns zum Schweigen bringen. Aber sie werden keine Minute Schweigen bekommen“.

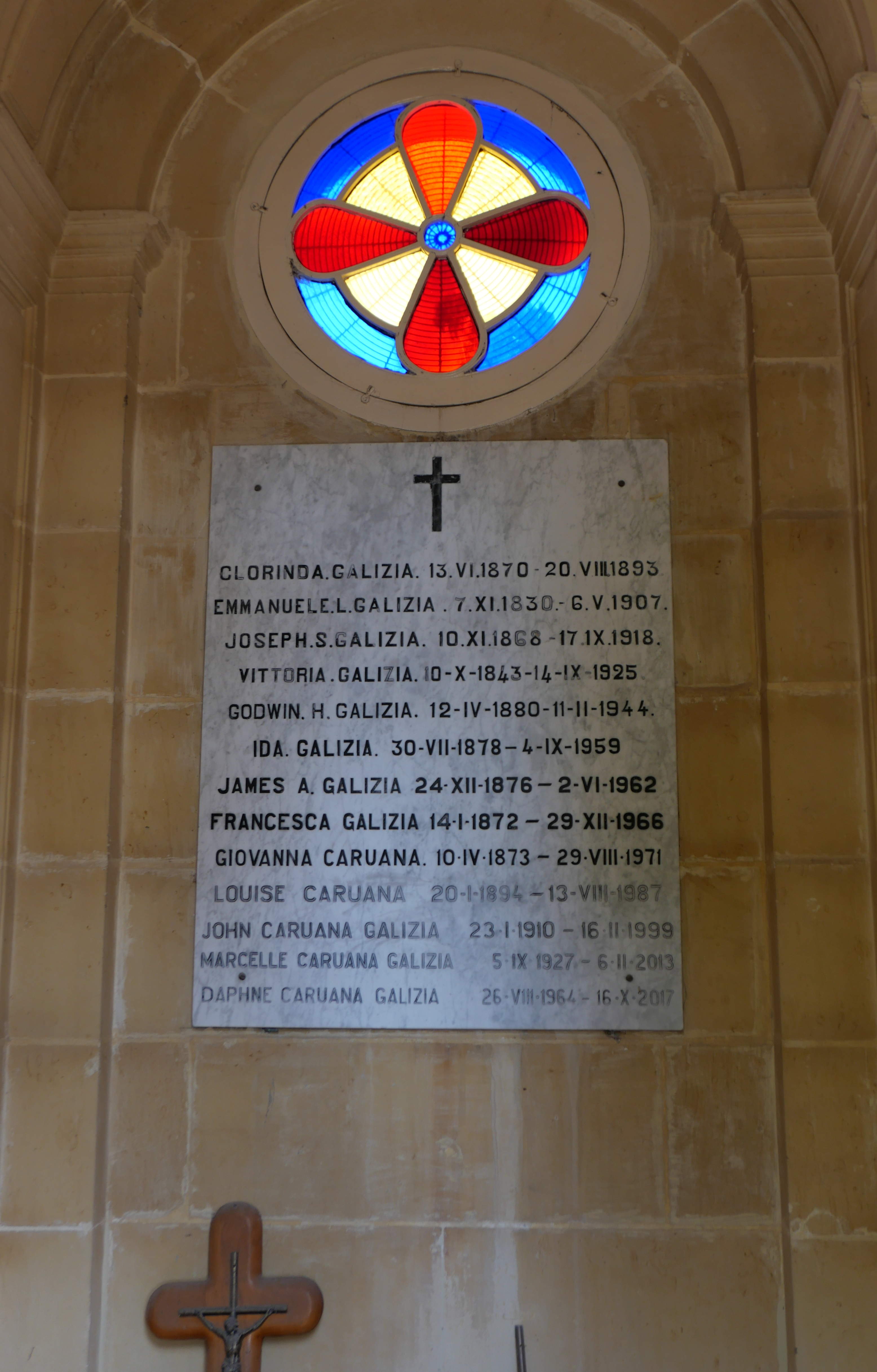
Der Grabstein

Die EU-Kommission reagierte mit Entsetzen auf das Attentat. Präsident Jean-Claude Juncker und die Kommission verurteilten den Anschlag „mit den schärfstmöglichen Worten“, sagte ein Sprecher in Brüssel.

### Beerdigung
Am 3. November 2017 wurde Daphne Caruana Galizia in der Stadt Mosta beerdigt. Vertreter der Regierung von Malta waren auf Wunsch der Familie nicht anwesend. Hunderte Menschen nahmen an der Trauerfeier teil, darunter auch der italienische EU-Parlamentspräsident Antonio Tajani (Forza Italia). Der Trauergottesdienst wurde vom Erzbischof von Malta, Charles Scicluna gehalten. Er sagte, die Mörder würden „niemals der Gerechtigkeit Gottes entkommen“, und rief alle anderen Journalisten dazu auf, der Wahrheit furchtlos nachzugehen. Wörtlich sagte er: „Liebe Journalisten, wir brauchen Sie. Wir brauchen Menschen in Ihrem Beruf, die ungebunden sind, die frei sind, intelligent, wissbegierig, ehrlich, gelassen, sicher und beschützt.“ Die Söhne der ermordeten Journalistin trugen den Sarg aus der Kirche. Caruana Galizia wurde im Familienmausoleum auf dem Friedhof Santa Maria Addolorata in Paola begraben, dem großen Friedhof von Malta.

## Ermittlungen, Festnahmen, Strafprozesse, Urteile

### Erste Ermittlungen

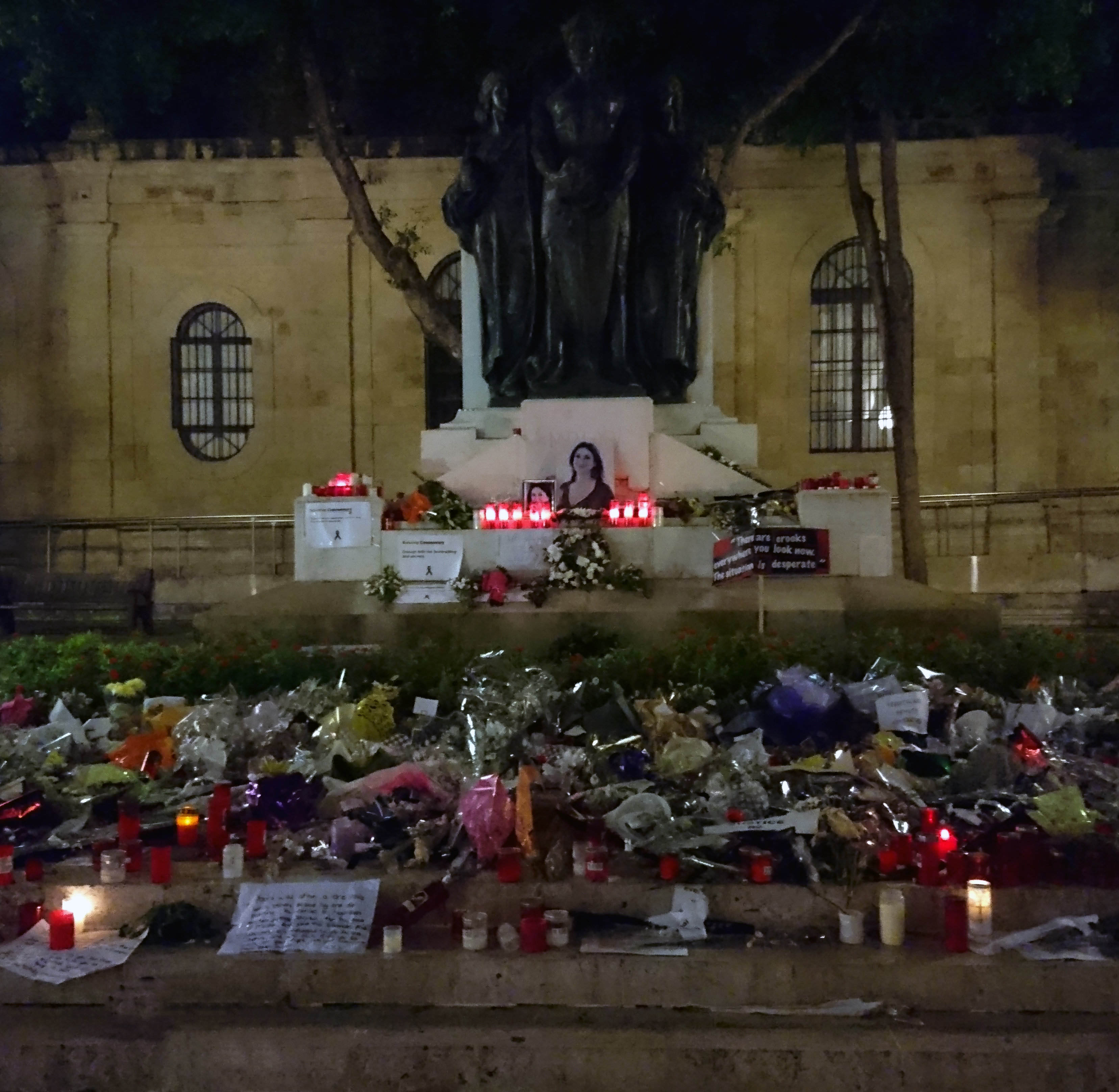
Gedenkstelle für Daphne Galizia im Zentrum von Valletta im Oktober 2017

Das FBI und ein gerichtsmedizinisches Team aus den Niederlanden sind den maltesischen Behörden bei der Aufklärung des Mordes behilflich. Die maltesische Regierung setzte eine Million Euro Belohnung für Hinweise auf die Täter und der WikiLeaks-Gründer Julian Assange 20.000 Euro für Hinweise auf die Drahtzieher des Mordes aus. An den Ermittlungen waren demnach das FBI, Europol und finnische Sicherheitsbehörden beteiligt.
Die als Galizia-Informantin geltende ehemalige Bankangestellte Maria Efimova wurde von den maltesischen Behörden wegen angeblicher Unterschlagung von 2000 Euro zur Fahndung ausgeschrieben. Nach Drohungen flüchtete die Russin nach Kreta und ersuchte schließlich bei der Polizei in Athen um Schutz, wurde aber wegen des maltesischen Haftbefehls im März 2018 festgenommen.
Ein halbes Jahr nach dem Mord an Daphne Caruana Galizia kritisierten über 250 Schriftsteller die schleppende Aufklärung des Verbrechens. In einem offenen Brief des Autorenverbandes P.E.N., der sich unter anderem an die EU-Kommission richtete, beklagten die Schriftsteller, dass die Ermittlungen nicht den internationalen Ansprüchen „von Unabhängigkeit, Unbefangenheit und Effektivität“ genügten. Die Regierung und die Behörden würden auch nichts gegen die regelmäßige „Zerstörung“ des Mahnmals für die Journalistin in der Hauptstadt Valletta unternehmen. Zu den Unterzeichnern des Briefes gehörten Margaret Atwood, Salman Rushdie, Yann Martel, Ian McEwan, Ilija Trojanow und Elif Shafak. In verschiedenen Städten Europas wurden Mahnwachen für Galizia abgehalten.
Im Juli 2020 wurde ein Kronzeuge des Verfahrens mit „schweren Stichverletzungen an Hals und Rumpf“ aufgefunden und in ein Krankenhaus gebracht.

### Festnahmen und Prozesse
Am 4. Dezember 2017 nahm die maltesische Polizei zehn Verdächtige an mehreren Orten fest; drei Männer wurden wegen Mordes angeklagt. Sie sollen der Organisierten Kriminalität angehören. Offensichtlich waren die mutmaßlichen Attentäter gewarnt worden. Die festgenommenen Verdächtigen hatten die Beamten offenbar bereits erwartet; sie hatten sich mit Filzstift Telefonnummern auf ihre Unterarme geschrieben. Später räumten die maltesischen Behörden ein, die Verdächtigen seien „an diesem Tag wohl gewarnt worden“.
Journalisten des Daphne-Projektes äußerten Zweifel an der Ernsthaftigkeit der Ermittlungen. Die maltesischen Ermittler seien Hinweisen auf Beziehungen zwischen den Tatverdächtigen und dem maltesischen Wirtschaftsminister Christian Cardona zunächst nicht nachgegangen.
Ende April 2018 übergab eine von der Familie des Mordopfers bevollmächtigte Reporterin dem deutschen Bundeskriminalamt zwei Notebooks und drei Festplatten. Auf diesen befinden sich laut Zeit die gesammelten Recherchen sowie der Briefwechsel von Caruana Galizia. Die Familie wollte diese sensiblen Daten den maltesischen Behörden nicht anvertrauen.
Im Juni 2018 wurde der stellvertretende maltesische Polizeichef Silvio Valletta wegen möglicher Interessenskonflikte von den Ermittlungen im Mordfall Daphne Caruana Galizia abgezogen. Valletta ist der Ehemann von Justyne Caruana, einer Ministerin im Kabinett Muscat III. Er gehört zudem der nationalen Anti-Geldwäsche-Behörde an. Galizias Familie stellte den Befangenheitsantrag beim Verfassungsgericht Maltas. Das Gericht ordnete zudem an, dass der Nachfolger Silvio Vallettas dessen Ermittlungen überprüfen muss.
Premierminister Joseph Muscat bestätigte am 19. November 2019 die Festnahme eines Mannes und einen Bericht der Times of Malta. Er stellte dem Mann Straffreiheit in Aussicht, wenn dieser mit der Justiz zusammenarbeite und Informationen liefere, die zu den Auftraggebern des Mordes führten. Am Morgen des 20. November wurde der prominente Geschäftsmann Yorgen Fenech auf seiner Luxusyacht vor der Küste Maltas festgenommen, kurz nachdem das Schiff aus Portomaso ausgelaufen war. Der Stabschef von Premierminister Muscat, Keith Schembri, hatte Fenech offenbar gewarnt und der hatte daraufhin versucht zu fliehen. Yorgen Fenech steht einem Energiekonsortium vor, das eine Konzession der Regierung zur Energieversorgung Maltas hält. Fenech wurde durch Recherchen auch als Eigentümer des in Dubai registrierten Unternehmens „17 Black“ öffentlich, über deren Verstrickungen mit maltesischen Politikern Galizia berichtet hatte. Der am Vortag zurückgetretene Stabschef Keith Schembri wurde am 25. November vorübergehend festgenommen, nach zwei Tagen aber wieder frei gelassen.
Am 30. November 2019 wurde gegen Fenech Anklage wegen Mittäterschaft an dem Mord und Mitgliedschaft in einer kriminellen Vereinigung erhoben.
Von drei Angeklagten bekannte sich einer am 23. Februar 2021 für schuldig und wurde noch am gleichen Tag zu 15 Jahren Haft verurteilt.
Der Prozess gegen zwei Brüder wurde weitergeführt. Sie bekannten sich am 14. Oktober 2022 schuldig und wurden zu je 40 Jahren Haft verurteilt.
Das Verfahren gegen Yorgen Fenech wird getrennt geführt. Die Beweisaufnahme gegen ihn wurde am 5. Februar 2024 vor Richterin Rachel Montebello wieder aufgenommen.
Im Juni 2025 wurden Robert Agius und Jamie Vella nach einer sechswöchigen Gerichtsverhandlung wegen "Beihilfe zum Mord" für schuldig befunden. Ihnen wird zur Last gelegt, den Sprengstoff für den tödlichen Bombenanschlag beschafft zu haben. Sie wurden zu lebenslanger Freiheitsstrafe verurteilt.

## Untersuchungskommission 2019–2021
Am 20. September 2019 hat die Regierung Maltas eine Untersuchung angeordnet, ob das Verbrechen hätte verhindert werden können. Der Untersuchungskommission steht ein Richter vor. Regierungschef Joseph Muscat hat die Untersuchungskommission angewiesen, binnen neun Monaten einen Bericht vorzulegen. Am 29. Juli 2021 veröffentlichte die Kommission den Bericht mit dem Ergebnis: „Obwohl es keinen Beweis dafür gibt, dass der Staat per se eine Rolle bei der Ermordung von Daphne Caruana Galizia gespielt hat, muss der Staat … die Verantwortung für die Ermordung übernehmen, da er eine Atmosphäre der Straflosigkeit geschaffen hat, generiert von den höchsten Ebenen im Herzen der Verwaltung des Büros des Premierministers.“

## Rezeption
Die als Netzwerk von Journalisten agierende Internetplattform Forbidden Stories (deutsch: Verbotene Geschichten) griff die Recherchen Galizias mit dem Daphne-Projekt auf und führt sie weiter (Stand Okt. 2020). Die beteiligten 45 Journalisten sind aus 15 Ländern; darunter Journalisten der Süddeutschen Zeitung, von Radio France, von La Republica, des Guardian, der Zeit, Reuters, France 2, The Times of Malta, Le Monde, The New York Times, WDR/NDR, Tages-Anzeiger, Freelance, der Journalism School der Columbia University, Direkt 36 und anderer renommierter internationaler Medien. Mit der Fortführung von Galizias Arbeit will Forbidden Stories gleichzeitig Druck auf die Behörden für die Ermittlungen zum Mord aufbauen.
Daphne Caruana Galizia schrieb selbst an einem Buch, das durch ihre Ermordung 2017 unvollendet blieb. Die Texte wurden posthum von ihren drei Söhnen geordnet und ergänzt. 2019 erschien das Buch zunächst auf Italienisch und liegt nun auch in deutscher Übersetzung vor.
Im Jahr 2021 wurde erstmalig der Daphne-Caruana-Galizia-Preis für Journalismus verliehen.